# جمية خطية
الجُمِية الخطية (باللاتينية: Phacelia hastata) نوع نباتي ينتمي إلى جنس الجمية من الفصيلة الحمحمية.
موطنها النصف الغربي لأمريكا الشمالية من مقاطعة كولومبيا البريطانية في كندا جنوباً إلى ولاية كاليفورنيا وشرقاً إلى ولاية نبراسكا الأمريكية.
نبات عشبي معمر.

## معرض صور

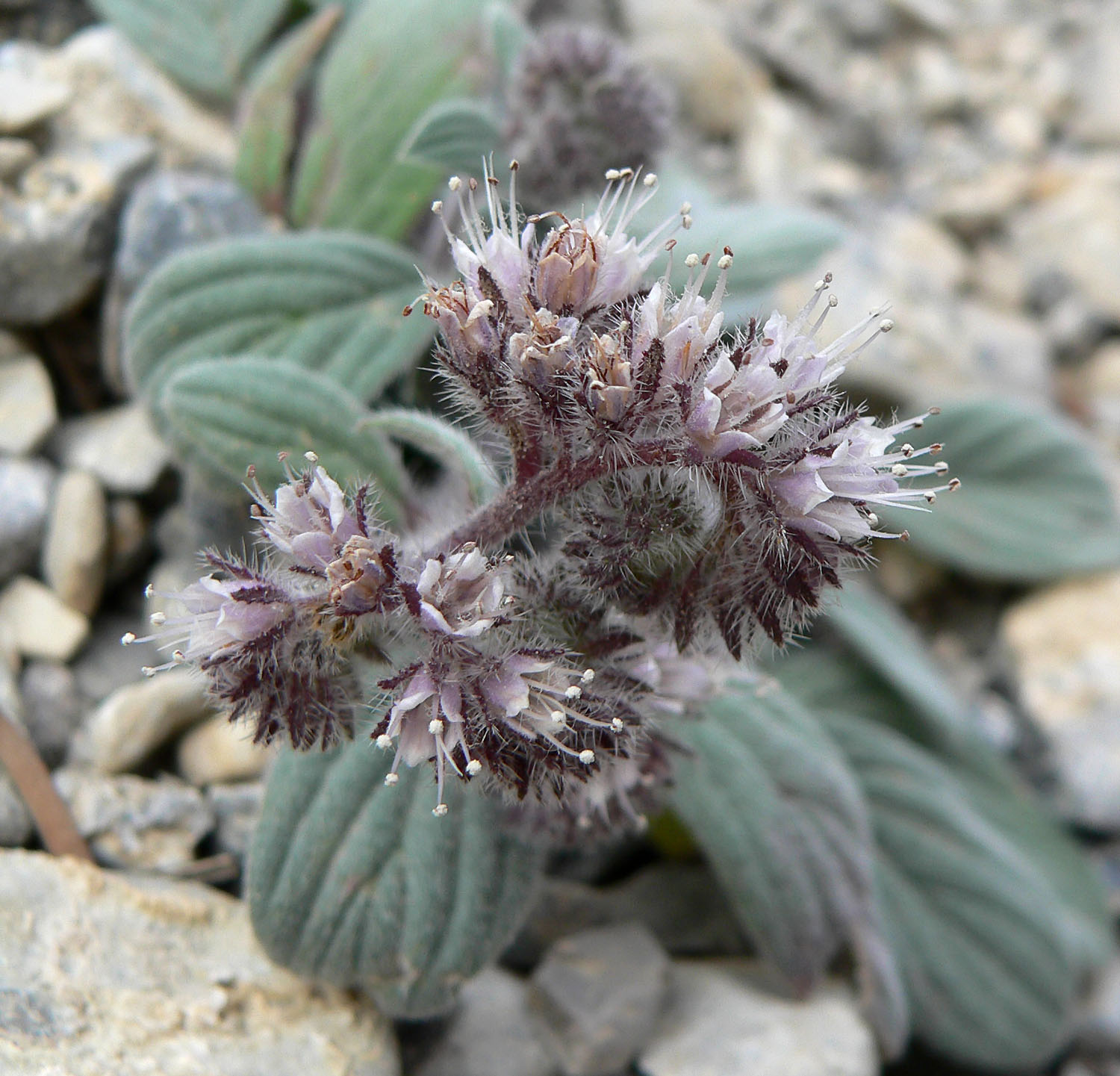
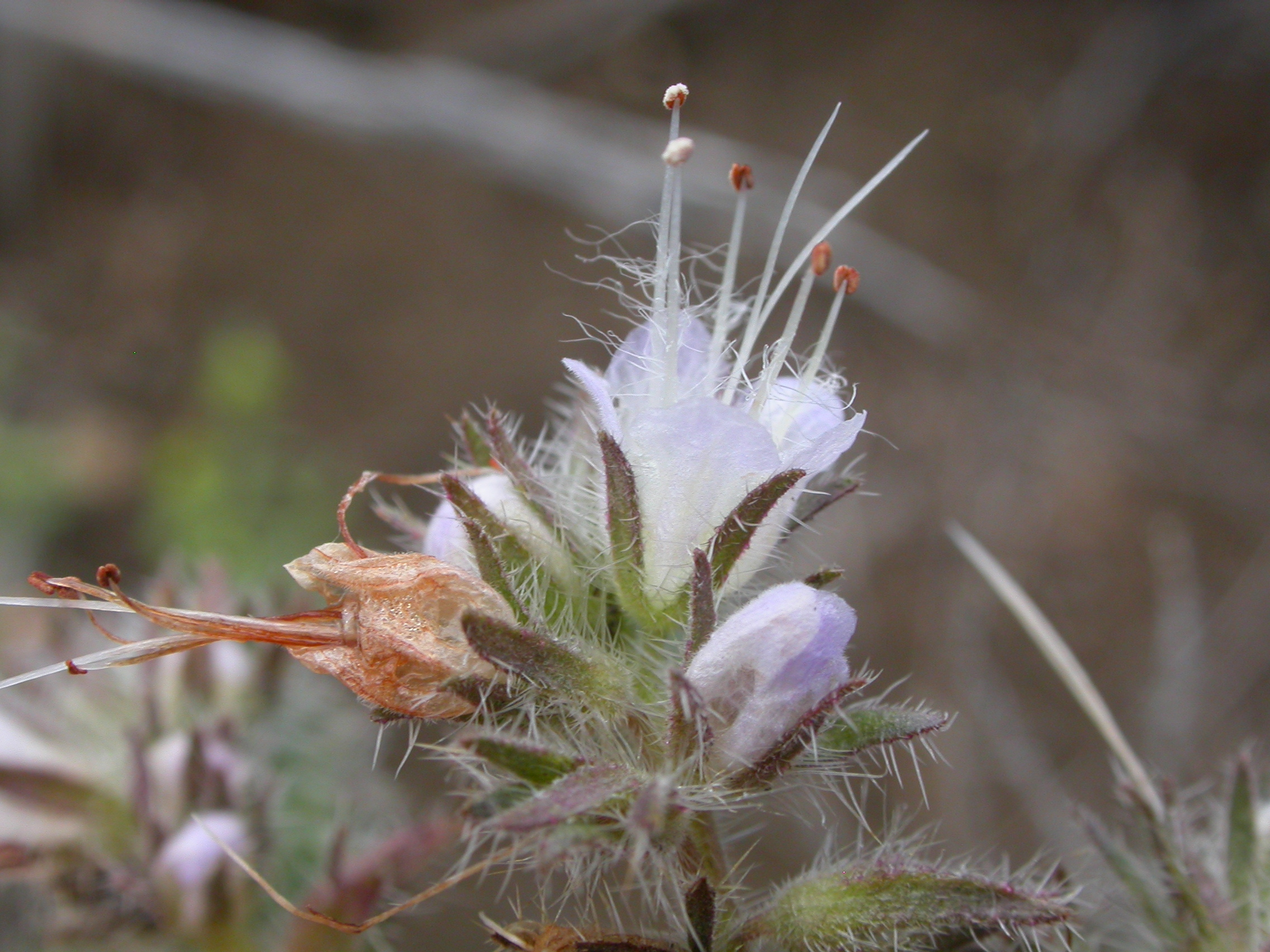
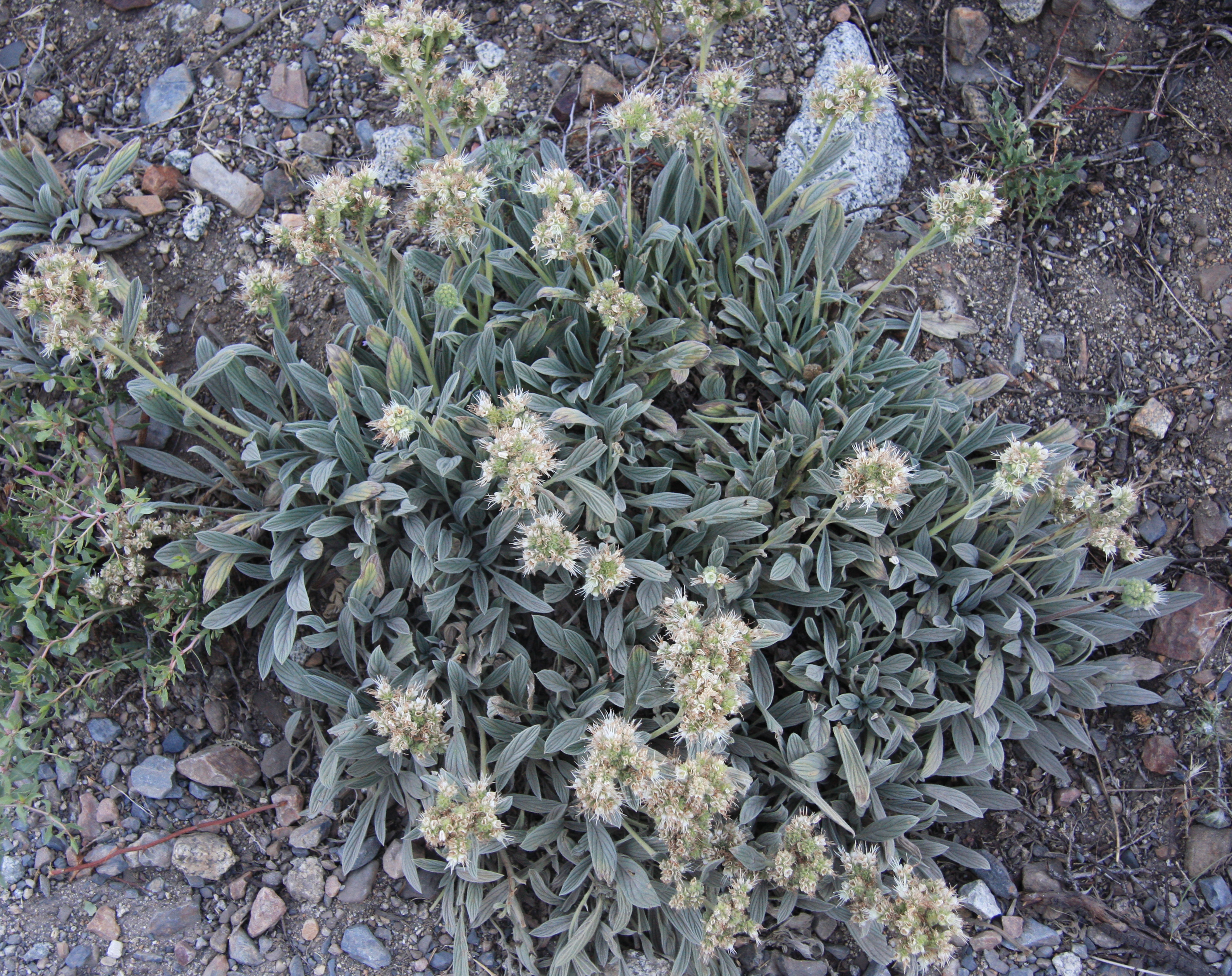
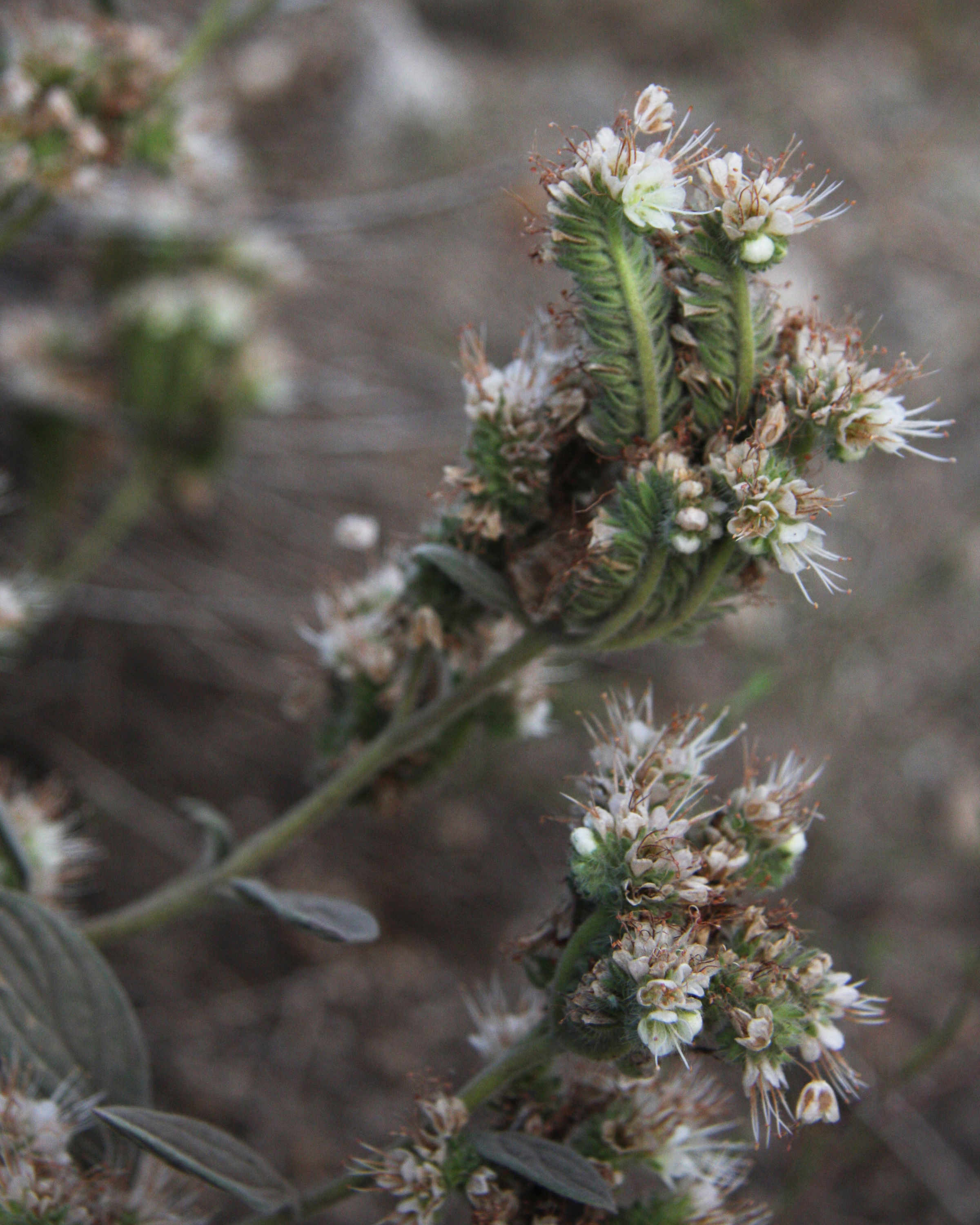
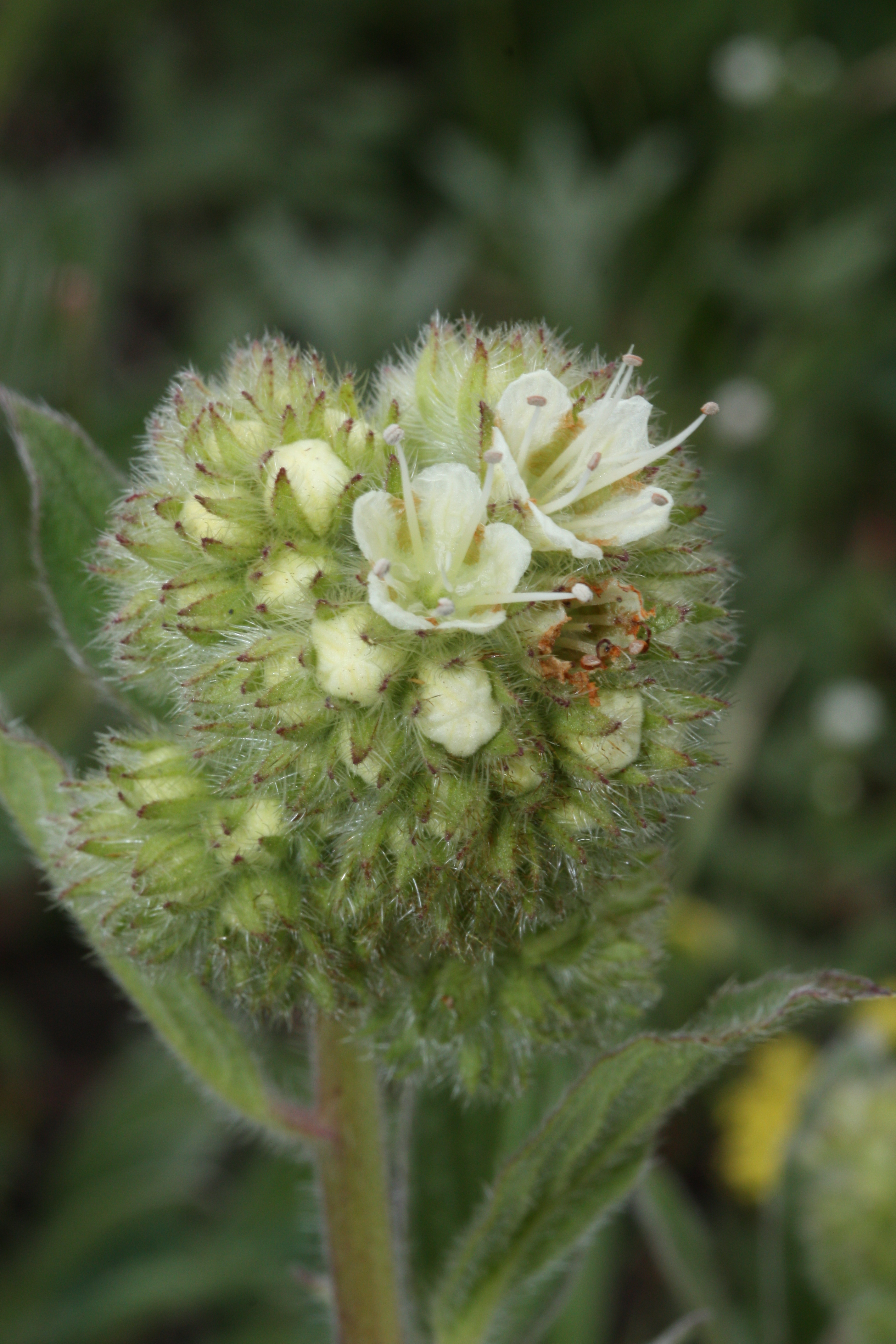